# Estado de los Eslovenos, Croatas y Serbios

Mapa del antiguo Imperio austrohúngaro, mostrando las áreas habitadas principalmente por eslovenos, croatas y serbios. La mayoría de estos territorios fueron incluidos en el Estado de los Eslovenos, Croatas y Serbios.

El Estado de los Eslovenos, Croatas y Serbios fue el nombre de un efímero Gobierno balcánico que existió desde el 29 de octubre de 1918 al 1 de diciembre de 1918 autoproclamado por las regiones suroccidentales del Imperio austrohúngaro después de que este se disolviera al finalizar la I Guerra Mundial, a cargo de la población de eslovenos, croatas y serbios que habitaban esas regiones del Imperio. Unos meses después de su formación se integró en el Reino de los Serbios, Croatas y Eslovenos.

## Nombre
En esloveno, el Estado era conocido como Država Slovencev, Hrvatov in Srbov, en croata como Država Slovenaca, Hrvata i Srba, y en serbio como Држава Словенаца, Хрвата и Срба o Država Slovenaca, Hrvata i Srba. 
Los serbios a los que se refiere el nombre del Estado son aquellos que residían en los territorios del Imperio austrohúngaro: Bosnia y Herzegovina, Voivodina, Croacia-Eslavonia (incluyendo Sirmia) y Dalmacia, incluyendo las Bocas de Kotor y el Litoral de Montenegro hasta Spič, cerca de Bar, no a las poblaciones del Reino de Serbia (que comprendía las actuales Macedonia del Norte, Serbia, Montenegro y Kosovo).

## Antecedentes
Los diputados eslavos del sur del Imperio aprobaron en mayo de 1917 la llamada «Declaración de Mayo», en la que expresaban su deseo de formar un Estado yugoslavo, dentro del Imperio, plan que llegó a contar incluso con el apoyo beneplácito del emperador Carlos.
A pesar de la ventaja militar a comienzos de 1918 para los Imperios Centrales con la capitulación de Rusia, la nueva Ucrania, Rumanía, las primeras victorias en la ofensiva de primavera hacia París y de la reticencia de los Aliados a respaldar el desmembramiento del Imperio austrohúngaro, este sufría una crisis interna creciente. Debida en gran medida a la insatisfacción de los diversos nacionalismos presentes en el país, en el Sur aquella se reflejaba en el sentimiento de discriminación de los políticos eslovenos en Cisleitania, en la oposición a la división de los territorios de población croata entre esta y Transleitania y en la  situación de Bosnia-Herzegovina. A comienzos de marzo, se celebraron las primeras reuniones de representantes de los distintos partidos serbios, croatas y eslovenos austrohúngaros en Zagreb, por iniciativa de los diputados de estos partidos en las cortes austriacas (el llamado «club yugoslavo»). Entre las principales fuerzas ausentes se encontraban la Coalición croato-serbia, en Gobierno regional, y el Partido Campesino Croata. Estas llevaron a la redacción de una proclama el 3 de marzo en la que se expresaba el deseo de formar un Estado independiente y común para las tres comunidades. La reunión encargó además a una comisión la preparación de una «junta nacional», que debía reunirse a él 21-22 de abril. Esta nueva reunión no tuvo lugar pero, durante el verano, se formaron diversos organismos en los territorios del sur del Imperio que debían integrarse en la junta, a la que la Coalición gobernante en Croacia-Eslavonia seguía oponiéndose.
Una nueva reunión en Zagreb el 14 de septiembre sirvió para rechazar las condiciones de paz presentadas por el ministro de Exteriores austrohúngaro a los Aliados y para fijar la fecha final para la reunión de la Junta Nacional para el 5 de octubre.
La víspera de la fecha prevista, los miembros de la Coalición croato-serbia, así como los socialdemócratas y los Campesinos Croatas, decidieron unirse al nuevo organismo que debía reunirse. Tras una primera sesión preparatoria el 5, el 6 de octubre de 1918, se formó en Zagreb la «Junta Nacional de Eslovenos, Croatas y Serbios», que pronto se transformó en el Gobierno efectivo de los territorios del sur del Imperio. El 19 de octubre, antes del fin de los combates, presentó una constitución provisional. El objetivo de la Junta no era la formación de un nuevo Estado independiente formado exclusivamente por los territorios con población de lengua eslava del sur del Imperio, sino la unión de estos con los reinos de Serbia y Montenegro en un nuevo Estado «yugoslavo».
El 21 de octubre, el presidente estadounidense Woodrow Wilson rechazaba las propuestas de paz austrohúngaras del día 4 y al día siguientes hubo grandes manifestaciones en Zagreb de apoyo a la Junta. Durante los días siguientes se sucedieron los contactos con el Gobierno legal de Croacia-Eslavonia y con los mandos de las tropas imperiales acantonadas en la ciudad. Estos solicitaron y obtuvieron de inmediato la abrogación del juramento de lealtad al emperador. El 28 el nuevo y último ministro de Exteriores austrohúngaro, el conde Gyula Andrássy, presentó su propuesta de paz a los Estados Unidos, mientras el ban de Croacia se entrevistaba con el emperador y lograba su beneplácito para actuar autónomamente y los mandos militares en Zagreb se sometían finalmente a la autoridad de la Junta, que preparaba la reunión del Sabor del día siguiente.

## Historia
El Estado fue proclamado en Zagreb el 29 de octubre de 1918. Su cuerpo legislativo era el Consejo o Junta Nacional (Narodno vijeće), creado el 6 de octubre de 1918 y formado ad hoc por políticos influyentes de la época. El Sabor croata, tras aceptar la autoridad de la Junta, se disolvió. El presidente era un esloveno, Anton Korošec, mientras que los dos vicepresidentes, Svetozar Pribićević y Ante Pavelić (no debe confundirse con Ante Pavelić, líder del Estado croata controlado por los Ustacha y creado en 1941), eran serbio y croata, respectivamente. A pesar de sus recelos iniciales, el Gobierno serbio reconoció la autoridad de la junta de Zagreb el 8 de noviembre.
El mismo día de la proclamación de la independencia la Junta trató de asegurarse el control y la lealtad de las unidades militares del territorio. El 31 la Junta otorgó la representación estatal en el extranjero al Comité Yugoslavo e informó a los Aliados de su formación.

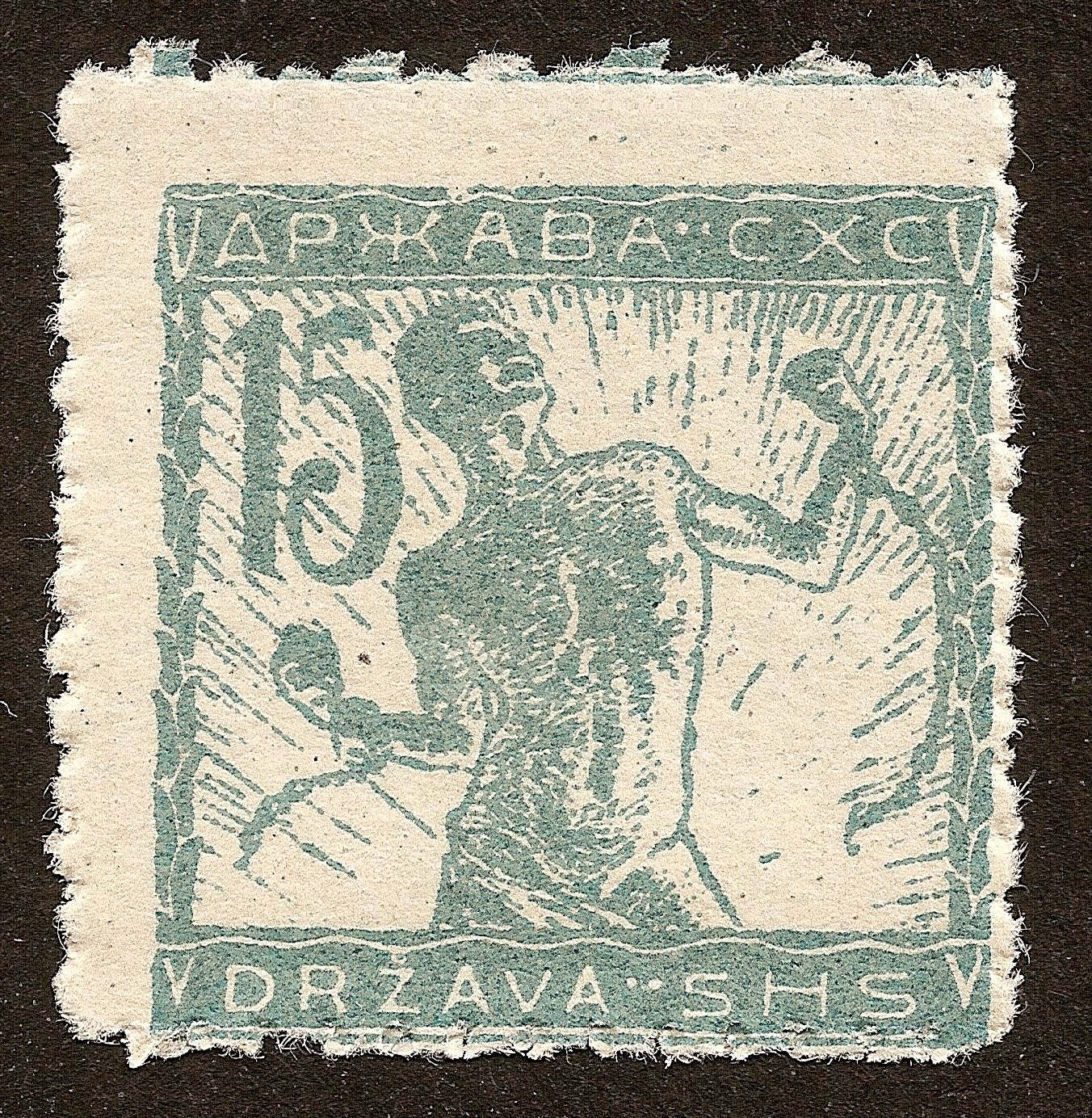
El «sello de Verigar», diseñado por Ivan Vavpotič para la única serie postal emitida por el Estado, se convirtió en uno de los símbolos del efímero Estado de los Eslovenos, Croatas y Serbios.

Las aspiraciones del nuevo Estado eran incluir todos los territorios del antiguo Imperio austrohúngaro habitados por eslovenos, croatas y serbios. Sin embargo, los serbios de Voivodina (incluyendo las regiones del Bánato, Bačka y Baranja) rechazaron esto y formaron su propia administración en Novi Sad bajo la autoridad suprema del «Gabinete Nacional de Serbia». Voivodina se unió al Reino de Serbia el 25 de noviembre de 1918. Un día antes de esto, el 24 de noviembre de 1918, la región de Syrmia, que al principio era parte del Estado, se separó y se unió al Reino de Serbia.
Para evitar tener que entregar su armada a los ganadores de la guerra en concepto de reparación de daños, el Emperador cedió la totalidad de la KuK Kriegsmarine y la flota mercante, con todos sus puertos, arsenales y fortificaciones costeras al Consejo Nacional del Estado (31 de octubre de 1918). Enviaron así notificaciones diplomáticas a los Gobiernos de Francia, Reino Unido, Italia, Estados Unidos y Rusia, comunicando que el Consejo había tomado la totalidad de la flota austrohúngara. La notificación se envió demasiado tarde: un comando italiano ya había atacado y hundido al buque insignia de la flota, el SMS Viribus Unitis, en Pola poco después de su entrega a los representantes de la Junta. El resto de la flota se dividió posteriormente, principalmente entre Italia, Francia y Gran Bretaña.
En las conversaciones entre enviados de la Junta, del Gobierno serbio y del Comité Yugoslavo en Ginebra entre el 6 y el 9 de noviembre se acordó la unificación del nuevo Estado con el reino de Serbia, se proclamó el deseo de pronta unión con Montenegro y se decidió la creación de un nuevo Gobierno conjunto que no supondría la disolución de los Gobiernos de los dos Estados, sino la restricción de sus poderes. Ante la oposición de ciertos destacados políticos serbios, sin embargo, el 14 informó a Korosec de su intención de romper el acuerdo logrado.
Si los Aliados vieron a este Gobierno como un ardid para privarlos de su botín de guerra, los Estados neutrales señalaron la imposibilidad de demostrar la característica clave para reconocer la soberanía de un Estado, es decir, el control del territorio. El Gobierno no fue reconocido internacionalmente antes de que el Consejo Nacional decidiese, el 24 de noviembre de 1918, unirse con el Reino de Serbia (que ya se había unido con el Reino de Montenegro, Voivodina y Syrmia) y formase el Reino de los Serbios, Croatas y Eslovenos el 1 de diciembre de 1918, renunciando al acuerdo que su presidente Korošec había logrado en Ginebra con el primer ministro serbio Nikola Pašić y los representantes del Comité Yugoslavo en el exilio para la unión cuasi-confederal de los dos Estados, fundamentalmente debido a la amenaza de invasión de parte de su territorio por Italia.
El Gobierno de Zagreb se había mostrado incapaz de reunir las fuerzas armadas necesarias para controlar el territorio y oponerse a los avances de las potencias vecinas, y hubo de solicitar la ayuda del Ejército serbio. El campesinado, en plena revuelta, había ocupado las haciendas de los terratenientes, mientras que los soldados que regresaban del frente habían creado una sensación de terror entre las clases adineradas. Amenazado por el desorden interior y por el avance de las unidades italianas, que habían comenzado su marcha en Dalmacia, el 4 de noviembre la junta solicitó el envío de unidades regulares serbias, sellando el destino del nuevo Estado.
El 16 de noviembre, pocos días después de llegar a Zagreb como representante del regente serbio Alejandro en respuesta a las peticiones de ayuda militar de la Junta y tras tener las primeras desavenencias políticas con esta, el teniente coronel Dušan Simović informó a la aislada junta sobre las conversaciones en Ginebra y de sus conclusiones, para entonces invalidadas.
El 23 y 24, en una reunión de la Junta presidida por Pribicevic que trataba de acelerar la unificación con Serbia y Montenegro se presentó la amenaza de Dalmacia de unirse a estas por su cuenta si la Junta no aprobaba la unificación de los Estados en un plazo de cinco días. La reunión eligió un comité de siete miembros que escogió, con la oposición de Stjepan Radic, una delegación de 28 representantes para viajar a Belgrado y tratar la unificación de los países.
Pribicevic y sus seguidores decidieron partir hacia Belgrado el 27 de noviembre, mientras la mayoría de los delegados, convencidos de que se desplazarían a la capital serbia más tarde, permanecieron en Zagreb. Los delegados llegaron a Belgrado el 28 y pronto llegaron a un acuerdo con el regente y el Gobierno serbios para presentar las conclusiones de la reunión de la Junta Nacional del 24 de noviembre, a lo que el regente respondería proclamando la formación del nuevo estado yugoslavo unificado. La delegación ignoró las instrucciones recibidas durante la anterior reunión de la Junta. La tarde del 1 de diciembre tuvo lugar finalmente la ceremonia de unificación.
Mientras una pequeña parte de la delegación permanecía en Belgrado para coordinar el nuevo Gobierno conjunto, la Junta se disolvía el 28 de diciembre. El 20 de diciembre de 1918, se constituyó el primer gabinete yugoslavo con diez antiguos miembros de la Junta entre los ministros.